# Judicis per sodomia d'Utrecht

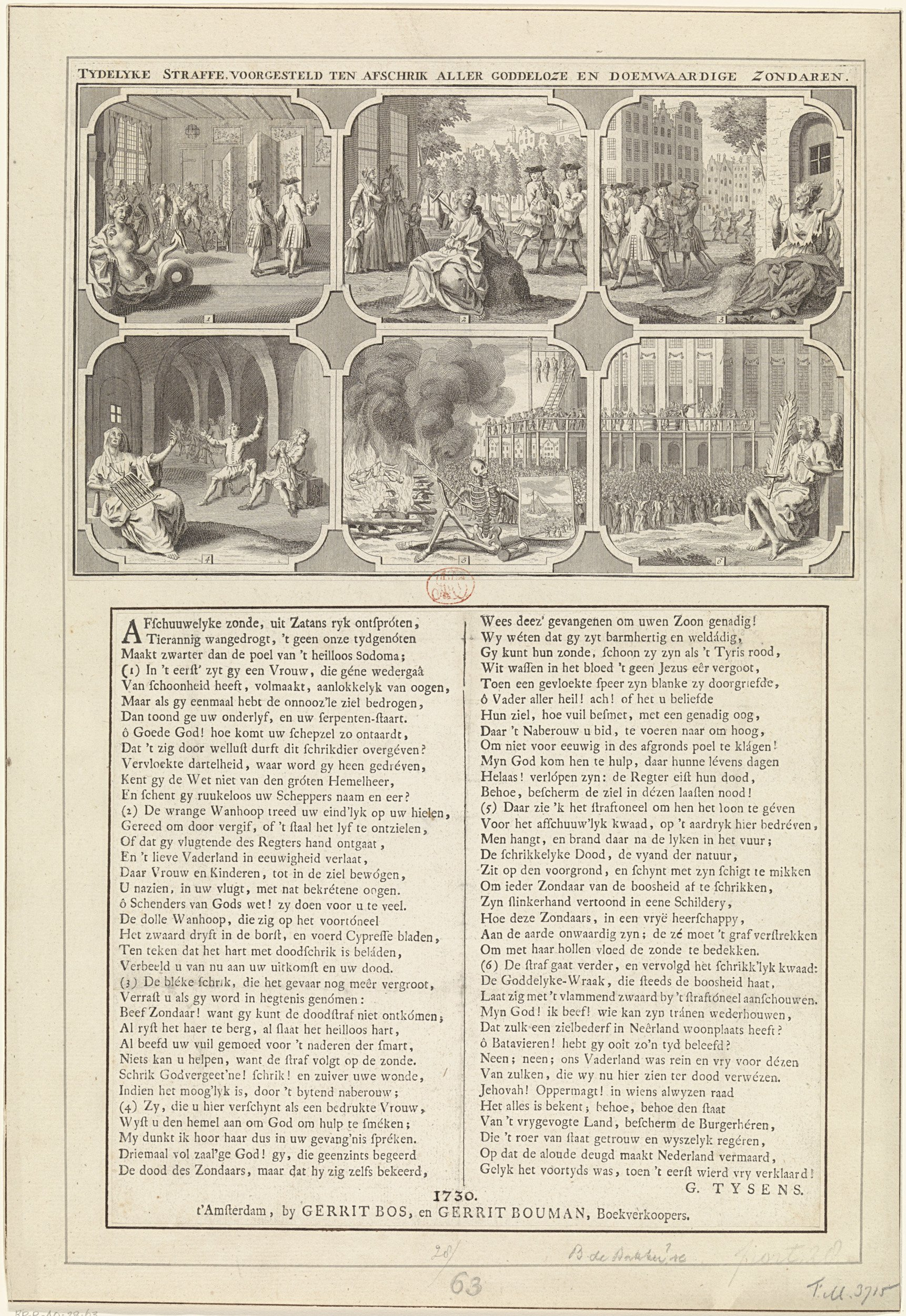
Gravat a Amsterdam el 1731 com a advertència als «maleïts i ateus pecadors». Cada quadre presenta en primer pla una dona en forma d'al·legoria.
(1) Al·legoria «pecat». Dos homes abandonen una reunió després de sentir sobre les persecucions.
(2) Al·legoria «desesperació». Els dos homes fugen de les seves cases.
(3) Al·legoria «terror». Els sospitosos són detinguts al carrer.
(4) Al·legoria «càstig». Els convictes esperen la seva condemna.
(5) Al·legoria «mort». Plaça d'Amsterdam en la que els sodomites són executats de forma pública per diversos mètodes.
(6) Al·legoria «justícia divina». Igual que l'anterior.

Conegut com a Judicis per sodomia d'Utrech, va ser una campanya de persecució d'homosexuals, als anys 1730 i 1731 que va començar a Utrecht (els Països Baixos), i que posteriorment es va estendre per tot el país. És la persecució d'homosexuals més greu en la història d'Holanda i, segons l'historiador Louis Crompton, la més greu anterior a la persecució realitzada pels nazis.

## Antecedents

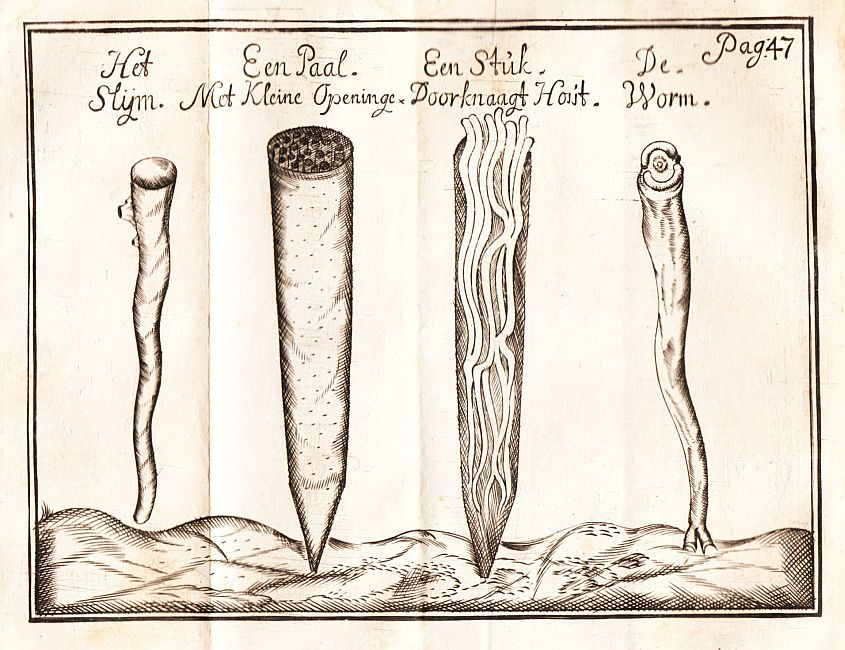
Imatge de la broma en un pamflet holandès de 1733 que explicava que era una venjança de Déu per l'abundància de sodomites als Països Baixos.

Durant el segle xvii les Províncies Unides dels Països Baixos s'havien convertit en un dels llocs més tolerants d'Europa i vivia la seva Edat d'Or. Als seus carrers es mesclaven persones dels cinc continents, a les seves cases es refugiaven els perseguits per raons religioses arribats de tot Europa i en els seus mercats es mesclaven cristians amb jueus i musulmans, que tenien en Amsterdam l'única mesquita de la cristiandat. L'última crema de bruixes s'havia produït el 1595.
Tanmateix, després de la Pau d'Utrecht el 1713, el país va començar la seva decadència militar i política. N'hi havia una seriosa epidèmia entre el bestiar boví, el 1728 grans inundacions havien assolat el país i a l'hivern de 1731 una part dels dics es van enfonsar a causa de la broma, un mol·lusc en forma de cuc desconegut fins al moment per als neerlandesos.

## Primeres detencions
Les ruïnes de la nau central de la catedral d'Utrecht, que s'havia enfonsat el 1674 després d'una tempesta, havien estat durant anys un lloc de trobada per a «sodomites»: homes que cercaven sexe amb altres homes. El 1730 i el 1731, després de les queixes del sagristà de la catedral, el govern va ordenar una investigació. Inicialment es va detenir un ex soldat de 22 anys i un servent anomenat Zacharias Wilsma. Wilsma coneixia bé els cercles de sodomites en diverses ciutats, identificant 140 homes.

## Histèria
La descoberta de xarxes de sodomites per tot el país va produir una histèria generalitzada tant en les elits com en les classes baixes. La sodomia era vista com un pecat catòlic, del qual els protestants estaven exempts, donant la idea que una «quinta columna» papal s'havia introduït entre les seves files. Unit al problema de la broma, el país va ser inundat de pamflets, sermons, tractats i poemes que tractaven de convèncer a la població que Déu estava furiós per la rampant immoralitat i acusaven de tots els mals als sodomites. A l'extensió de la histèria també van col·laborar artistes gràfics realitzant gravats sobre el tema.
Els homosexuals d'Amsterdam van revelar tenir una subcultura pròpia, similar a la de Londres i París, amb prostíbuls masculins, cridats «cases de diversió», i dues tavernes. També tenien el seu propi argot, parlant de «sortir a l'oficina» quan sortien de les tavernes als banys públics per mantenir relacions sexuals, o de «treball brut» quan es referien al sexe anal. També empraven[sobrenoms femenins per referir-se entre ells, novament igual que d'altres grups coneguts a París, Londres, Lisboa o Mèxic de l'època.

## Extensió
Van seguir detencions a Amsterdam, La Haia, Rotterdam, Haarlem i Leiden. Poc després, la histèria persecutòria va prendre nivells desconeguts a Europa estenent-se a ciutats més petites com Delft, Groninga, Heusden, Kampen, Leeuwarden, Middelburg, Naarden, Ryswyk, Utrecht, Vianen, Voorburg, Woerden, Zutphen i Zwolle. Les lleis de referència a la sodomia a les Províncies Unides eren molt diferents a les diferents províncies, algunes recolzant-se en la Constitutio Criminalis Carolina, d'altres no tenien lleis explícites. Tanmateix totes les províncies van condemnar a mort als sodomites, recolzant-se en raonaments religiosos. Es van jutjar 250 homes i almenys 75 van ser executats. A Utrecht, 18 acusats van ser condemnats a mort i estrangulats. En altres llocs van emprar mètodes diversos d'ajusticiament. A Amsterdam, Pieter Marteyn, Janes Sohn i Johannes Keep van ser estrangulats i cremats el 24 de juny de 1730. A la mateixa ciutat, el mateix dia, Maurits van Eeden i Cornelius Boes van ser immergits vius en un barril ple d'aigua i van morir ofegats. A la Haia, Jan Backer i Jan Schut van ser penjats i cremats el 12 de juny de 1730. Tanmateix, en la mateixa ciutat, aquest mateix dia, altres 5 acusats van ser penjats i després llençats a la mar amb un pes de 50 lliures lligat als peus.
Més de 100 van ser condemnats en absència, en haver aconseguit fugir del país, entre ells, alguns homes grans famílies que havien estat previnguts i van escapar abans d'ésser detinguts. De fet, es va ordenar que, aquells que havien abandonat el país des de l'1 de maig sense una raó aparent, havien de ser exiliats si no aportaven cap raó convincent. Alguns personatges important no van aconseguir o no van voler fugir, com Frederick van der Reede, però la majoria dels detinguts eren persones humils: correus, aprenents, mariners, cotxers, servents, decoradors, mercaders d'espècies, boters, hostalers, mercaders de vi, floristes i teixidors.

## Persecució a Faan

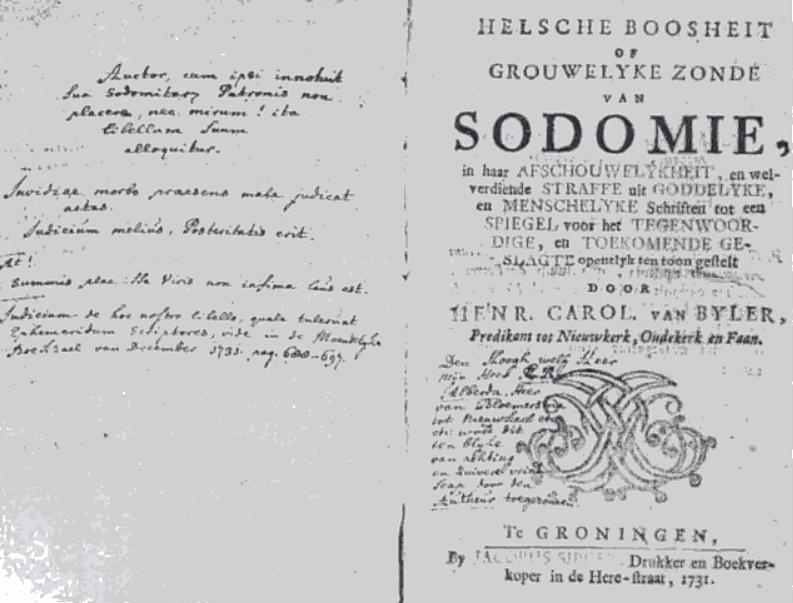
«Maldat infernal del terrible pecat de sodomia» (1731) d'Henricus Carel van Buyler.

La histèria va arribar al seu paroxisme al poble de Faan, on va ser exacerbat per rivalitats polítiques.
Rudolf de Mepsche, el grietman local -una espècie de barreja d'alcalde i jutge-, senyor d'Oosterdeel-Langewoldt, que incloïa Faan i d'altres cinc pobles, havia perdut poder a favor del seu rival, Maurits Clant, senyor d'Hanckema. L'ambient havia estat caldejat per un dels partidaris de Mepsche, el clergue local Henricus Carel van Buyler -també escrit com a Henricus Carolinus van Bijler-, amb el seu pamflet de 1731, «Maldat infernal del terrible pecat de sodomia», en què acusava el papa i els jesuïtes d'una conspiració diabòlica per exterminar a la raça humana. Van Buyler era partidari de càstigs severs, inclosos els nens a partir dels 12 anys, i qualificava qualsevol que s'oposés al seu punt de vista com a «advocats del regne de Satan».
De fet, Faan era una petita comunitat rural sense connexió coneguda amb les xarxes de sodomites. Per l'abril de 1731, quan l'assumpte ja s'havia tranquil·litzat en altres bandes del país, van començar els judicis a Faan amb l'interrogatori d'un nen cec de 13 anys que havia acusat un altre de la mateixa edat. Els dos nens van nomenar 18 homes per entre 15 i 20 anys amb els quals afirmaven haver realitzat jocs eròtics; al maig s'havia detingut 6 grangers, quatre partidaris de Clant; finalment es va acusar 36 homes, molts dels quals van confessar sota «tortures insuportables». El 21 de setembre 24 homes i nens van ser condemnats i tots, excepte dos, van ser executats, un tenia 14 anys, un altre 15. Per calmar els ànims d'amics i familiars, de Mepsche va haver d'estacionar-se tropes al poble.
Per l'abril de 1732 encara hi havia dotze homes en la presó esperant a ser jutjats i hi va haver amenaces de més arrests. Finalment, després de la mort d'un home més, el govern provincial va intervenir i va acusar de Mepsche de mal comportament i ell, Van Buyler i els seus col·laboradors van caure en desgràcia.

## Repercussions
L'escàndol va tenir un ressò als diaris de França, Anglaterra, Irlanda i Alemanya, i també va arribar a ésser comentat a les colònies americanes. De fet les Províncies Unides van arribar a enviar una queixa a Anglaterra, gens sospitosa de tolerància enfront dels sodomites, perquè un diari havia afirmat que els brutals procediments dels tribunals neerlandesos podien posar en perill a innocents, acusant-los d'usar els mètodes de tortura de la Inquisició.

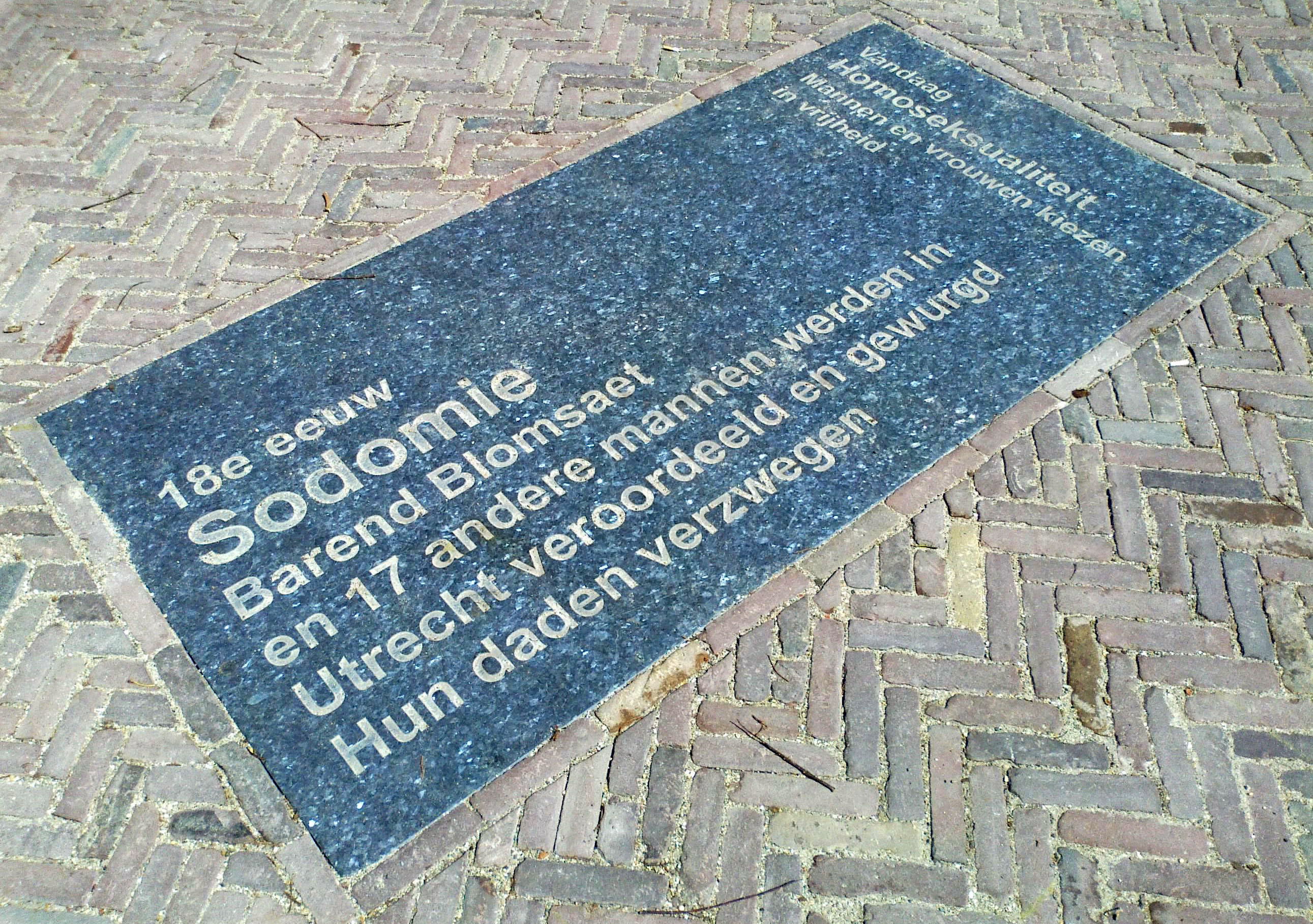
Placa a la plaça de la catedral d'Utrecht: «Barend Blomsaet i altres 17 homes condemnats i executats a Utrecht.»

Altres persecucions van seguir aquesta el 1764 a Amsterdam, a diverses ciutats el 1776 i a la Haia i Utrecht el 1797, eliminant efectivament la subcultura homosexual. L'exposició pública de la sodomia havia estat considerada simplement com un pecat amb el qual Satan temptava als homes, però va començar a considerar-se com una característica d'un grup determinat de persones, un tipus diferenciat d'home amb el seu propi estereotip. El mateix tipus de canvi de percepció es va donar en els homosexuals mateixos, que van començar a considerar la inclinació com a pròpia de la seva naturalesa.
Una conseqüència més va ser el començament de la persecució de les tríbades (lesbianes) als Països Baixos. De 1731 a 1811, data de la introducció del codi penal francès, solament a Amsterdam, es va jutjar 23 dones per aquest delicte.
La denominació «utrechtenaar», nom donat als habitants d'Utrecht, va passar a ser durant 200 anys sinònim de sodomita. El terme va tornar a ésser introduït pels homosexuals en la dècada de 1930 com a terme neutral. La ciutat d'Utrecht s'ha distanciat dels fets i com a gest de desgreuge s'ha col·locat una pedra a la plaça de la catedral, on antigament es trobava la nau de l'antiga catedral i on es trobaven els sodomites, en què es recorda la persecució i que els homes i les dones haurien de tenir la possibilitat de viure la seva homosexualitat sense por de la persecució.